# ヘイッキ・リーマタイネン
ヘイッキ・リーマタイネン (Heikki Liimatainen、1894年3月14日- 1980年12月24日)は、フィンランドの陸上競技選手。1920年アントワープオリンピック、1924年パリオリンピックの金メダリストである。

## 経歴
リーマタイネンは、1920年アントワープオリンピックに出場。個人クロスカントリーでは、同じフィンランドのパーヴォ・ヌルミ、スウェーデンのエリック・ベックマンに次いで3位となり銅メダルを獲得。しかし、ヌルミそしてテオドル・コスケンニエミとともにフィンランドチームの一員として出場したクロスカントリー団体では、イギリス、スウェーデンを押さえ金メダルを獲得した。
リーマタイネンは、4年後のパリオリンピックのクロスカントリー団体にも出場。ヌルミ、ビレ・リトラとともに金メダルを獲得した。